# Conception (album)
Pour les articles homonymes, voir Conception.
Conception est une compilation jazz sortie en 1951. Elle comporte des titres inédits de Miles Davis, Stan Getz, Chubby Jackson et Lee Konitz.
Cette anthologie de Prestige Records illustre quelques-unes des nouvelles « conceptions » du jazz au début des années cinquante, à travers des pièces de Stan Getz, Gerry Mulligan, et surtout Miles Davis (sa première séance pour le microsillon) et Lee Konitz dont la séance légendaire intitulée Ezz-thetic d'après une composition futuriste de George Russell.

## Titres
| No  | Titre                         | Musique                      | Musiciens                      | Durée |
| --- | ----------------------------- | ---------------------------- | ------------------------------ | ----- |
| 1.  | Odjenar                       | George Russell               | Lee Konitz Sextet              | 2:51  |
| 2.  | Hi Beck                       | Lee Konitz                   | Lee Konitz Sextet              | 3:05  |
| 3.  | Yesterdays                    | Otto Harbach, Jerome Kern    | Lee Konitz Sextet              | 2:25  |
| 4.  | Ezz-Thetic                    | George Russell               | Lee Konitz Sextet              | 2:51  |
| 5.  | Indian Summer                 | Victor Herbert               | Lee Konitz et Billy Bauer      | 2:32  |
| 6.  | Duet for saxophone and guitar | Lee Konitz                   | Lee Konitz et Billy Bauer      | 2:37  |
| 7.  | Conception                    | George Shearing              | Miles Davis Sextet             | 4:01  |
| 8.  | My Old Flame                  | Sam Coslow, Arthur Johnston  | Miles Davis Sextet             | 6:33  |
| 9.  | Intoit                        | Stan Getz                    | Stan Getz Quartet              | 3:15  |
| 10. | Prezervation                  | Stan Getz                    | Stan Getz Quartet              | 2:40  |
| 11. | I May Be Wrong                | Harry Ruskin, Henry Sullivan | Chubby Jackson's All Star Band | 3:27  |
| 12. | So What                       | Gerry Mulligan               | Chubby Jackson's All Star Band | 2:44  |

## Musiciens
Lee Konitz Sextet
Enregistré le 8 mars 1951 à New York :
- Lee Konitz - Saxophone
- Miles Davis - Trompette
- Sal Mosca - Piano
- Billy Bauer - Guitare
- Arnold Fishkin - Contrebasse
- Art Blakey - Batterie

Lee Konitz et Billy Bauer
Enregistré le 13 mars 1951 à New York :
- Lee Konitz - Saxophone
- Billy Bauer - Guitare

Miles Davis Sextet
Enregistrés le 5 octobre 1951, Apex studios, New York :
- Miles Davis - Trompette
- Sonny Rollins - Saxophone ténor
- Jackie McLean - Saxophone alto (sauf sur My Old Flame)
- Walter Bishop Jr - Piano
- Tommy Potter - Contrebasse
- Art Blakey - Batterie

Stan Getz Quartet
Intoit enregistré le 6 janvier 1950, New York :
- Stan Getz - Saxophone ténor
- Al Haig - Piano
- Tommy Potter - Contrebasse
- Roy Haynes - Batterie

Prezervation enregistré le 21 juin 1949, Apex Studios, New York :
- Stan Getz - Saxophone ténor
- Al Haig - Piano
- Gene Ramey - Contrebasse
- Stan Levey - Batterie

Chubby Jackson's All Star Band
Enregistré le 15 mars 1950, Cinémart studios, New York :
- Chubby Jackson - Contrebasse
- Gerry Mulligan - Saxophone
- Zoot Sims - Saxophone ténor
- J.J. Johnson - Trombone
- Tony Aless - Piano
- Don Lamond - Batterie
- Kai Winding - Trombone
- Charlie Kennedy - Saxophone